# Motörhead
I Motörhead (IPA: [ˈməʊtə(ɹ)hɛd]) sono stati un gruppo musicale hard & heavy britannico, formatosi a Londra nel 1975 per iniziativa del cantante, bassista e leader Lemmy Kilmister e scioltosi alla fine del 2015 in seguito alla sua morte.
Sono ritenuti tra gli ispiratori principali dello speed metal, anche se Lemmy Kilmister e i suoi compagni si definivano autori di brani di puro e semplice rock and roll. I temi più spesso ricorrenti nelle loro canzoni sono la guerra, le sostanze stupefacenti, il sesso, il rock e la vita "on the road". A livello mondiale hanno venduto più di 30 milioni di dischi.

## Storia del gruppo

### Gli inizi (1975-1978)
Il gruppo fu fondato nel 1975 quando Ian Fraser Kilmister, detto Lemmy, allora bassista del gruppo space rock Hawkwind, venne licenziato durante una tournée in Canada per possesso di sostanze stupefacenti (anfetamine), e rinchiuso in prigione per cinque giorni. Lemmy, attivo nella scena underground inglese già dagli anni sessanta con i Rockin' Vickers e i Sam Gopal, decise di formare una propria band assieme al chitarrista Larry Wallis (già nei Pink Fairies e negli UFO) e al batterista Lucas Fox. Il nome scelto fu all'inizio "Bastard", ma venne presto cambiato su suggerimento del loro manager dell'epoca Doug Smith, a suo parere "Con un nome come quello è quasi impossibile che partecipiate un giorno a Top of the Pops". Venne quindi scelto il nome "Motörhead", tratto dal titolo dell'ultima canzone scritta da Kilmister per gli Hawkwind. Il termine indica, in gergo, lo speed freak, in riferimento agli effetti delle anfetamine.

Lo Snaggletooth, sul loro primo ed omonimo album

I Motörhead debuttarono dal vivo il 20 luglio 1975 alla Roundhouse di Londra. Dopo pochi spettacoli Lucas Fox cedette il suo posto di batterista all'allora esordiente Phil Taylor (più tardi soprannominato "Philthy Animal" Taylor). Con questa formazione i Motörhead registrarono il loro primo album On Parole, che verrà però rifiutato dall'etichetta United Artists, la quale l'avrebbe consegnato alle stampe solo tre anni più tardi. Nel 1976 anche Larry Wallis venne sostituito dal più esperto Eddie Clarke, che già aveva militato nei Curtis Knight e negli Zeus. Questa formazione rimase invariata fino al 1982 e viene considerato la "formazione classica" del gruppo.
Nel 1977 i Motörhead firmarono per l'etichetta discografica Stiff Records ma il loro singolo Leaving Here non venne pubblicato nel Regno Unito fino alla ristampa in cofanetto dei primi dieci 45 giri dell'etichetta, intitolato Bunch of Stiffs.
Il disco venne pubblicato in Francia e Scandinavia. Sostenuti da Ted Carrol dell'etichetta Chiswick Records, per la quale avevano recentemente firmato, i Motörhead fecero uscire il loro primo album ufficiale, l'omonimo Motörhead, già preceduto da un omonimo singolo degli Hawkwind.
Nel 1978, dopo aver avviato una collaborazione con i The Damned, rimasta però priva di seguito, il gruppo abbandonò la Chiswick Records in favore della Bronze Records. L'accordo con la Bronze sarà inaugurato dal 45 giri Louie Louie.

### Il successo (1979-1983)

Copertina di Overkill

La copertina di Ace of Spades

Nel 1979 il gruppo pubblicò due album, Overkill e Bomber. Entrambi gli album furono prodotti da Jimmy Miller e si rivelarono abbastanza fortunati sotto il profilo delle vendite.
L'album Bomber rispetto al precedente Overkill fu un album più introspettivo. Nello stesso anno, nel corso di un tour con l'appoggio dei Saxon, i Motörhead incisero alcuni brani, poi raccolti in un EP live, pubblicato nel 1980 con il titolo The Golden Years, che raggiunse la posizione numero 10 nelle classifiche del Regno Unito.

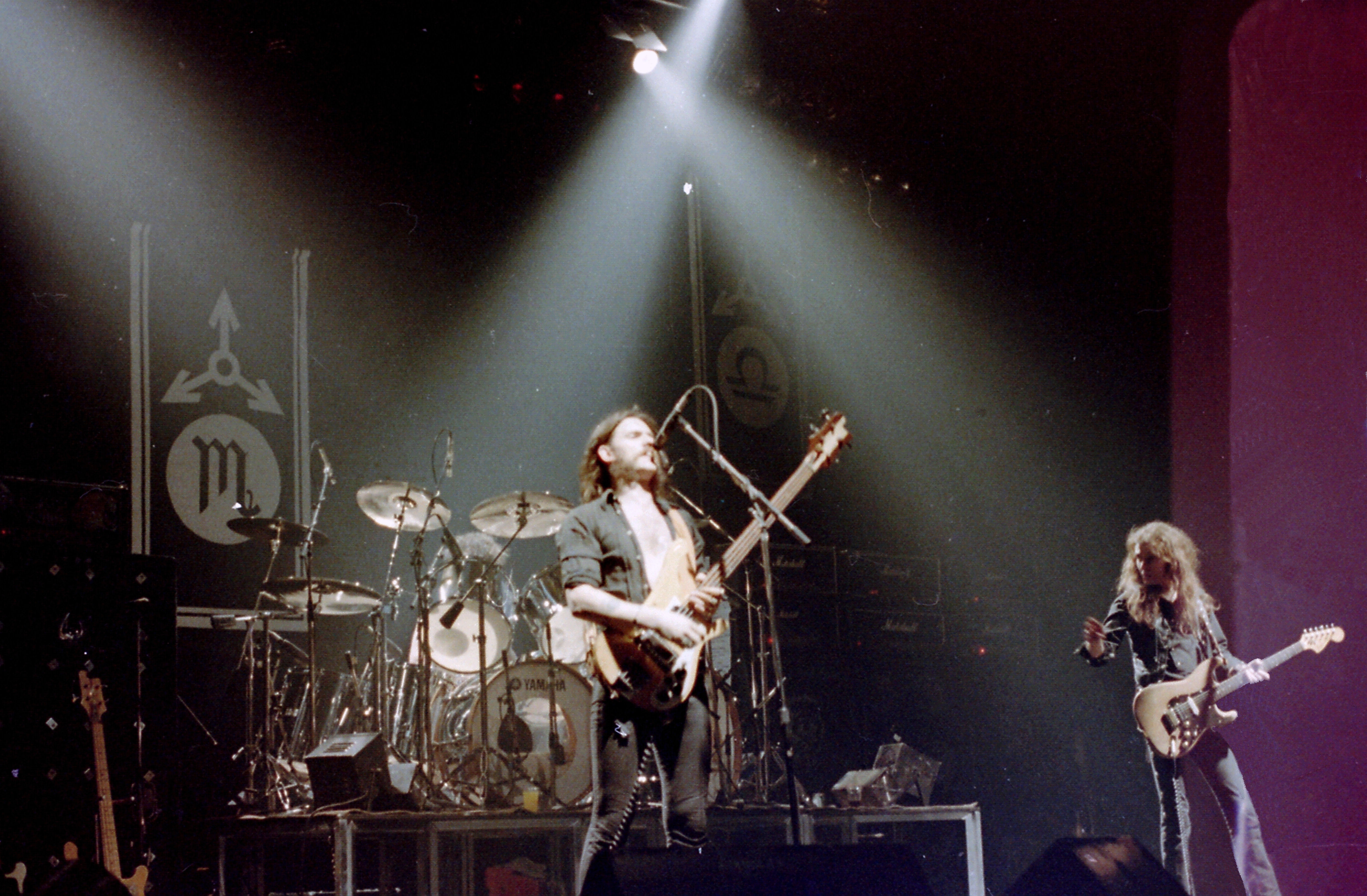
Il gruppo durante un concerto nel 1982

Dopo un tour europeo e un'apparizione televisiva nel programma musicale Top of the Pops nel 1980, i Motörhead lavorarono con Vic Maile all'album Ace of Spades, che riuscì a dare al gruppo grande notorietà sia nel Regno Unito che nel resto dell'Europa. Seguì una tour chiamato Ace Up Your Sleeve Tour nel Regno Unito, insieme ai Weapon, che si concluse con un concerto con 14.000 spettatori durante un festival estivo.
Nel 1981 il batterista Phil Taylor ebbe un grave incidente al collo che gli impedì di suonare per quasi un anno. In tale periodo Lemmy Kilmister e Eddie Clarke pubblicarono, insieme alle Girlschool, l'EP St. Valentine's Day Massacre, disco che include anche Please Don't Touch. Nel 1981 uscì l'album registrato dal vivo No Sleep 'til Hammersmith, disco che debuttò alla posizione numero 1 delle classifiche inglesi. Nel disco, registrato nella Hammersmith Odeon di Londra durante il The Short, Sharp, Pain In The Neck Tour, la band riarrangia alcuni brani.
Nel 1982 i Motörhead pubblicano Iron Fist; l'ultimo disco pubblicato con Eddie Clarke, il quale, durante il tour successivo, lasciò i compagni a causa di divergenze interne, venendo sostituito dall'ex Thin Lizzy Brian "Robbo" Robertson, che registrerà Another Perfect Day nel 1983. Nel frattempo, Lemmy Kilmister pubblicò, in coppia con Wendy O. Williams dei Plasmatics, un 45 giri intitolato Stand by Your Man, contenente la reinterpretazione dell'omonimo brano della cantante country americana Tammy Wynette.

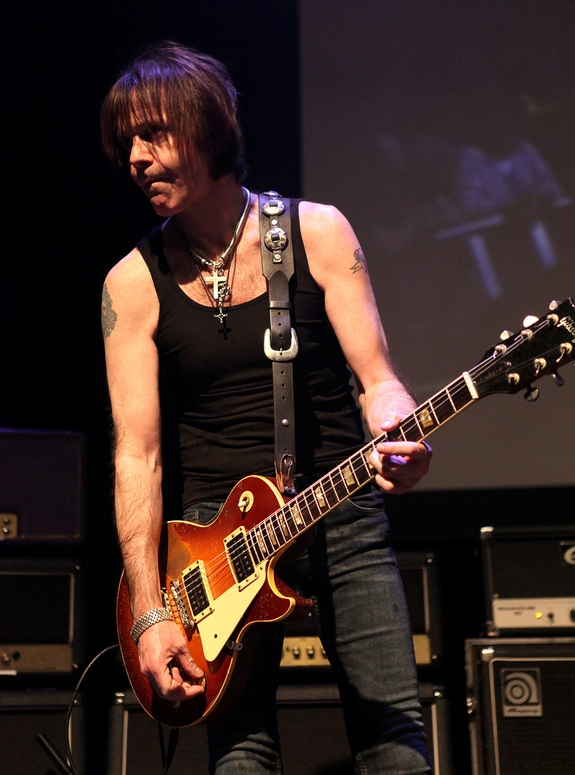
Brian "Robbo" Robertson durante un concerto

### Nuova era (1983-1989)
Nel 1983 Robbo lasciò il gruppo, seguito, anche se temporaneamente, dal batterista Philty "Animal" Taylor, al cui posto venne ingaggiato Pete Gill, già nei Saxon, dal 1984 al 1987.
Nel 1984 Lemmy Kilmister svolse delle audizioni per cercare un nuovo chitarrista. La scelta cadde su due pretendenti (anche se Kilmister aveva inizialmente deciso di prenderne uno solo), Phil Campbell e Würzel. I Motörhead ritornarono così ad essere un quartetto. La nuova formazione, composta da Kilmister, Campbell, Burston e Gill, nel 1984 pubblicò la sua prima raccolta, intitolata No Remorse, contenente anche quattro tracce inedite registrate con la nuova formazione, tra le quali Killed by Death, uscita come singolo e poi accompagnata da un videoclip. Il disco decretò anche la fine del rapporto con la Bronze Records. Il 10 giugno dello stesso anno il gruppo suonò in Belgio all'Heavy Sound Festival con i Metallica.
Nel 1985, per festeggiare i dieci anni di attività, in un concerto all'Hammersmith Odeon salirono sul palco tutti i vecchi componenti per suonare Motörhead. Il concerto venne ripreso per poi essere pubblicato in VHS col titolo The Birthday Party, e poi come DVD nel 2003.
Il 1986 fu l'anno di pubblicazione di Orgasmatron, con l'etichetta GWR Records e prodotto da Bill Laswell, fu anche l'anno che coincise con la partecipazione al Monsters of Rock del Circuito di Donington Park.
Nel 1987 i Motörhead lavorarono alla colonna sonora del film Mangia il ricco, pellicola nella quale Lemmy Kilmister ebbe un piccolo ruolo. Taylor tornò al posto di Pete Gill nell'album Rock 'n' Roll, che entrò alla posizione numero 43 nel Regno Unito. L'anno successivo pubblicarono l'album dal vivo: Nö Sleep at All.

### Gli anni novanta (1990-1999)

La copertina di 1916

Nel 1990 il gruppo ebbe l'interessamento dell'etichetta discografica Sony Music. Questo fu il primo contratto dei Motörhead per una major dopo quindici anni di carriera. Nel 1991 ottennero la candidatura ai Grammy Awards nella categoria Best Metal Performance con l'album 1916, che fu supportato anche da un tour con gli Alice Cooper e i Judas Priest.
La traccia che dà il nome all'album è un invito alla riflessione sui massacri della prima guerra mondiale, una ballata lenta e melodica in cui la voce di Lemmy Kilmister è accompagnata da percussioni e da una tastiera elettronica. Nel disco inoltre fu inserita anche R.A.M.O.N.E.S, omaggio al gruppo punk Ramones.
L'anno seguente venne pubblicato March ör Die, che segnò anche l'addio definitivo alla batteria da parte di Philty Animal Taylor, sostituito dallo svedese Mikkey Dee (ex King Diamond). Ebbe luogo un altro tour con i Saxon, denominato Bombers and Eagles in '92, e fu composta Hellraiser con la collaborazione di Ozzy Osbourne (che ne incise una sua versione nell'album No More Tears), dedicato alla saga horror omonima e inclusa nel film Hellraiser III.
Philty era stato licenziato per non aver imparato bene la parte batteristica della canzone I Ain't No Nice Guy, dall'album March ör Die. I due chitarristi Phil Campbell e Würzel, che si erano a lungo lamentati con il leader Lemmy Kilmister per le scarse prestazioni alla batteria di Taylor, cercarono di nascosto un altro batterista per il gruppo, quando Philty era ancora presente.

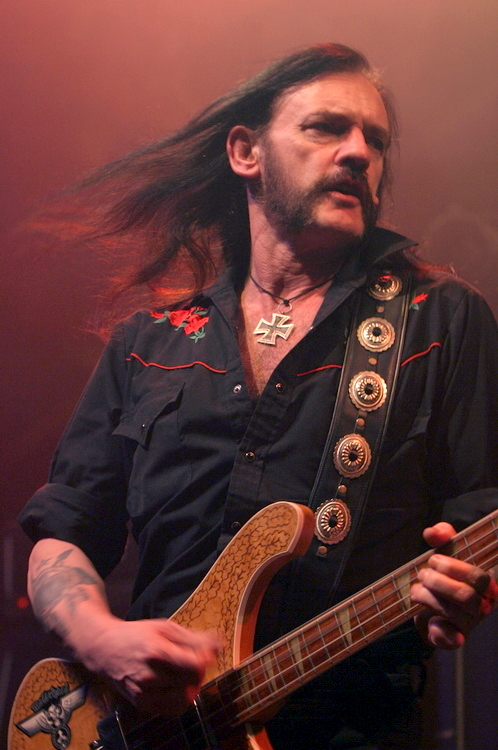
Lemmy Kilmister

Nel 1994 la band si esibì in un tour con i Black Sabbath e i Ramones. L'anno successivo, anno del ventesimo anniversario e del cinquantesimo compleanno di Lemmy, pubblicò l'album Sacrifice, dopo aver firmato per l'etichetta CMC/SPV GmbH. Il giorno successivo all'uscita dell'album il chitarrista Würzel abbandonò il gruppo dopo dodici anni, senza un preciso motivo, per poi finire nei Disgust. La formazione ritornò quindi ad essere un terzetto formato da Lemmy, Phil Campbell e Mikkey Dee, rimasti fino allo scioglimento.
Il 14 dicembre 1994 il gruppo registrò a Los Angeles, insieme ai Metallica, un disco in occasione dei cinquant'anni di Lemmy, intitolato The Lemmy's a.k.a. Metallica e venne pubblicato come bootleg, non venendo considerato nella discografia ufficiale di nessuna delle due band, e tornò successivamente alla ribalta con nuovi dischi come Overnight Sensation
Nel 1998 pubblicarono Snake Bite Love e nel 1999 il live Everything Louder Than Everyone Else registrato ad Amburgo nel 1998. Venne anche riedita, con l'aggiunta di nuove canzoni, la raccolta non ufficiale già uscita nel 1993 e intitolata All the Aces. Durante il 1999, con i Manowar e i Dio, supportati dai Lion's Share, intraprendono il Monsters of the Millennium Tour.

### Il nuovo millennio (2000-2007)

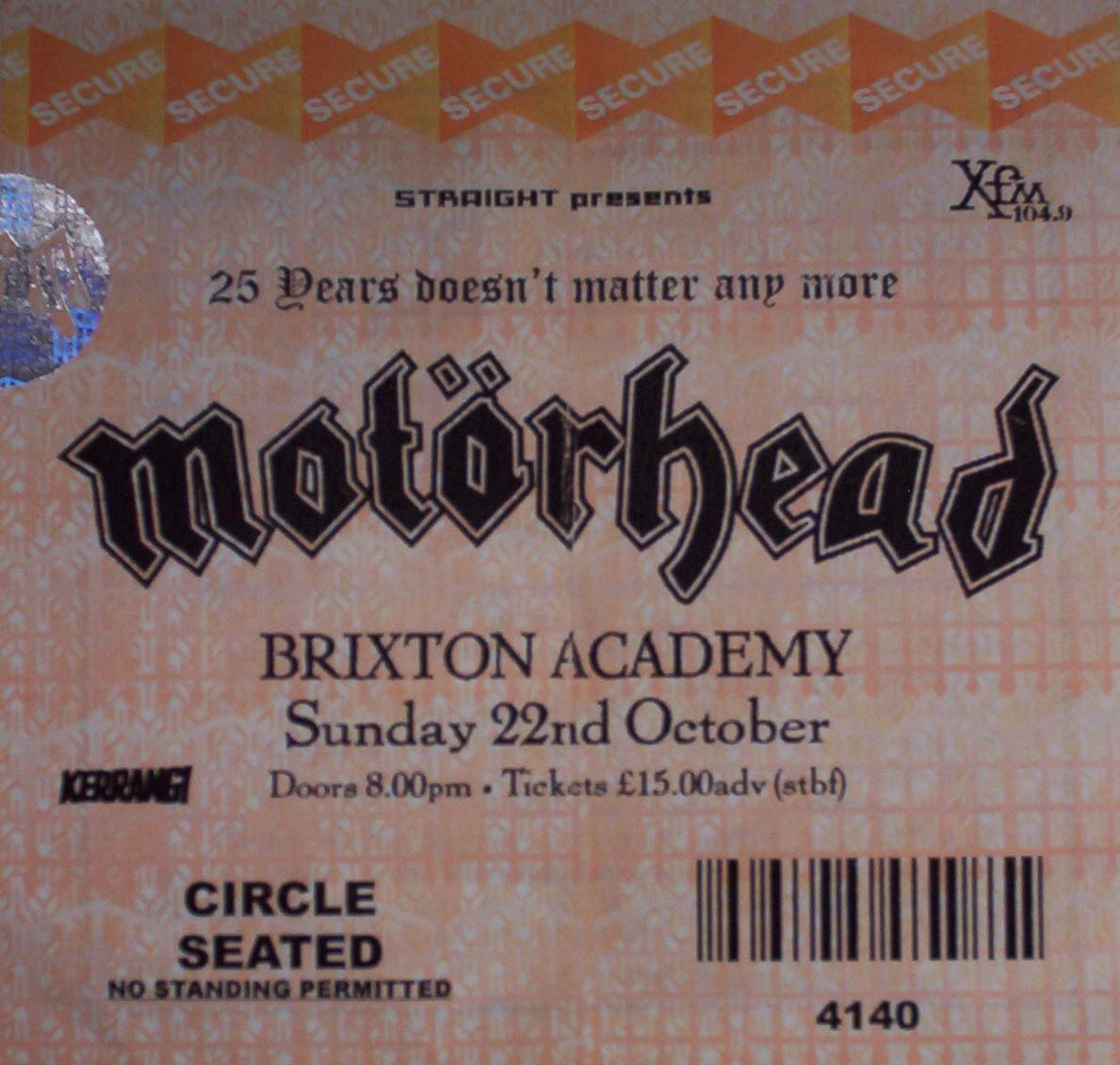
Biglietto d'entrata per il concerto del venticinquesimo anniversario della Brixton Academy del 22 ottobre 2000

A inizio millennio il gruppo fece uscire il disco, We Are Motörhead, pubblicato nel 2000. Il 12 settembre dello stesso anno uscì anche la raccolta The Best of Motörhead, pubblicata per la Sanctuary Records. Per il 22 ottobre venne organizzato uno spettacolo in occasione del venticinquesimo anniversario del gruppo, nel quale parteciparono, come ospiti speciali, anche alcuni importanti musicisti rock, tra i quali Brian May (Queen), l'ex-Motörhead "Fast" Eddie Clarke, Doro Pesch, Ace dei Skunk Anansie e molti altri, in un concerto svoltosi alla Brixton Academy di Londra. L'evento è stato ripreso per poi venire pubblicato in DVD (25 & Alive Boneshaker) e in CD (Live at Brixton Academy).
Nel 2002 pubblicarono l'album Hammered, a cui segue una serie di tour. Un anno viene pubblicato l'album Inferno, che contiene anche una traccia acustica, poi accompagnata da un video, Whorehouse Blues.
Nel 2005 il gruppo celebrò il trentennale di attività con un concerto in Germania del dicembre 2004, ripreso e poi pubblicato nel DVD Stage Fright. Sempre nello stesso anno, nel corso della quarantasettesima edizione dei premi statunitensi Grammy Award, i Motörhead guadagnarono il loro primo Grammy per la categoria Best Metal Performance, grazie alla reinterpretazione di Whiplash dei Metallica.

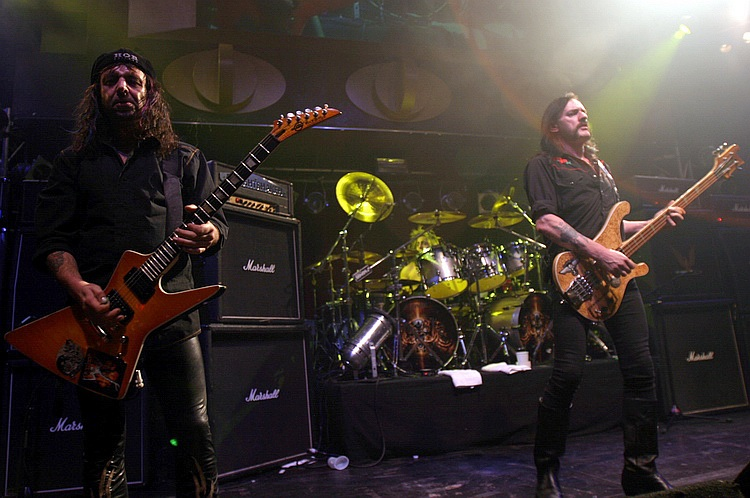
I Motörhead dal vivo al Reds di Edmonton, Canada, 2005

Il 16 luglio 2006 è stato pubblicato il disco dal vivo Better Motörhead Than Dead: Live at Hammersmith, registrato nel giugno del 2005 all'Hammesmith Odeon di Londra. Nell'agosto dello stesso anno fu pubblicato l'album Kiss of Death, e il video della canzone Be My Baby è stato caricato on-line. Il gruppo ha sponsorizzato una squadra di calcio inglese, il Greenbank di Lincoln, composta da bambini al di sotto degli 11 anni, che scende in campo sulle note della canzone Ace of Spades e ha impresso sulla maglietta il logo del gruppo, lo Snaggletooth.
Verso la fine dell'anno viene ripubblicato Stage Fright, nel formato HD DVD. Il 21 settembre Joe Petagno, disegnatore e autore insieme a Lemmy Kilmister del simbolo del gruppo, lo Snaggletooth, ha pubblicato un comunicato in cui rifiuta di cedere al management del gruppo i diritti sull'uso del simbolo e che non lo disegnerà più.

### Motörizer,The Wörld Is YourseAftershock(2008-2014)

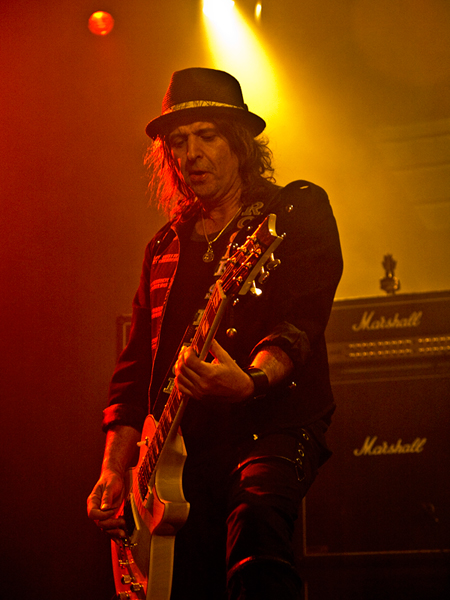
Phil Campbell dal vivo a New York nel 2011

Nel 2008 viene pubblicato il diciannovesimo album, Motörizer, dal quale è stato estratto il video della canzone Rock Out. La copertina del disco non contiene lo Snaggletooth. Nell'agosto dello stesso anno il gruppo ha partecipato al Metal Masters Tour, assieme ai Judas Priest, Heaven & Hell e Testament.
Il 15 marzo è stato presentato il film documentario Lemmy, realizzato da Greg Olliver e Wes Orshoski e incentrato sulla vita del bassista, dagli inizi con gli Hawkwind fino ai giorni attuali con i Motörhead. Il film è stato successivamente pubblicato in DVD il 25 gennaio 2011, ottenendo il Disco d'oro in Germania. Ad agosto Mikkey Dee ha partecipato al reality show svedese Kandisdjungeln, venendo quindi sostituito nelle ultime date del tour americano da Matt Sorum, già nei Guns N' Roses e nei Velvet Revolver.
Dal 12 novembre 2010 è in rotazione radiofonica la canzone Get Back in Line, la cui uscita come singolo è avvenuta il 5 dicembre dello stesso anno. Il nuovo album, intitolato The Wörld Is Yours, è stato pubblicato in Inghilterra il 13 dicembre in allegato ad un'edizione speciale del magazine Classic Rock; l'edizione mondiale è invece uscita l'8 febbraio 2011. Il disco segna il debutto dell'etichetta Motörhead Music, che in questa occasione si avvale di una collaborazione con la casa discografica EMI Music. Nello stesso mese è anche cominciato il 35th Anniversary Tour in Inghilterra, nel quale il gruppo ha presentato anche brani tratti dal nuovo album.
Il 9 luglio 2011 è deceduto Würzel a 61 anni. Il gruppo ha dedicato lo spettacolo del giorno successivo, svoltosi a Knebworth durante il Sonisphere Festival, alla sua memoria. Nello stesso anno e in quello successivo hanno pubblicato due album dal vivo inerenti al tour dell'ultimo album, The Wörld Is Ours - Vol. 1: Everywhere Further Than Everyplace Else e The Wörld Is Ours - Vol. 2: Anyplace Crazy as Anywhere Else.
Nel 2013 il gruppo è stata costretto ad annullare molti concerti a causa della precaria salute di Lemmy, compreso un concerto al Wacken Open Air interrotto dopo sole 6 canzoni. Il 21 ottobre c'è stata la pubblicazione del 21º album in studio, Aftershock, preceduto dal singolo "Heartbreaker".

### Quarantesimo anniversario,Bad Magice la morte di Lemmy (2015-presente)

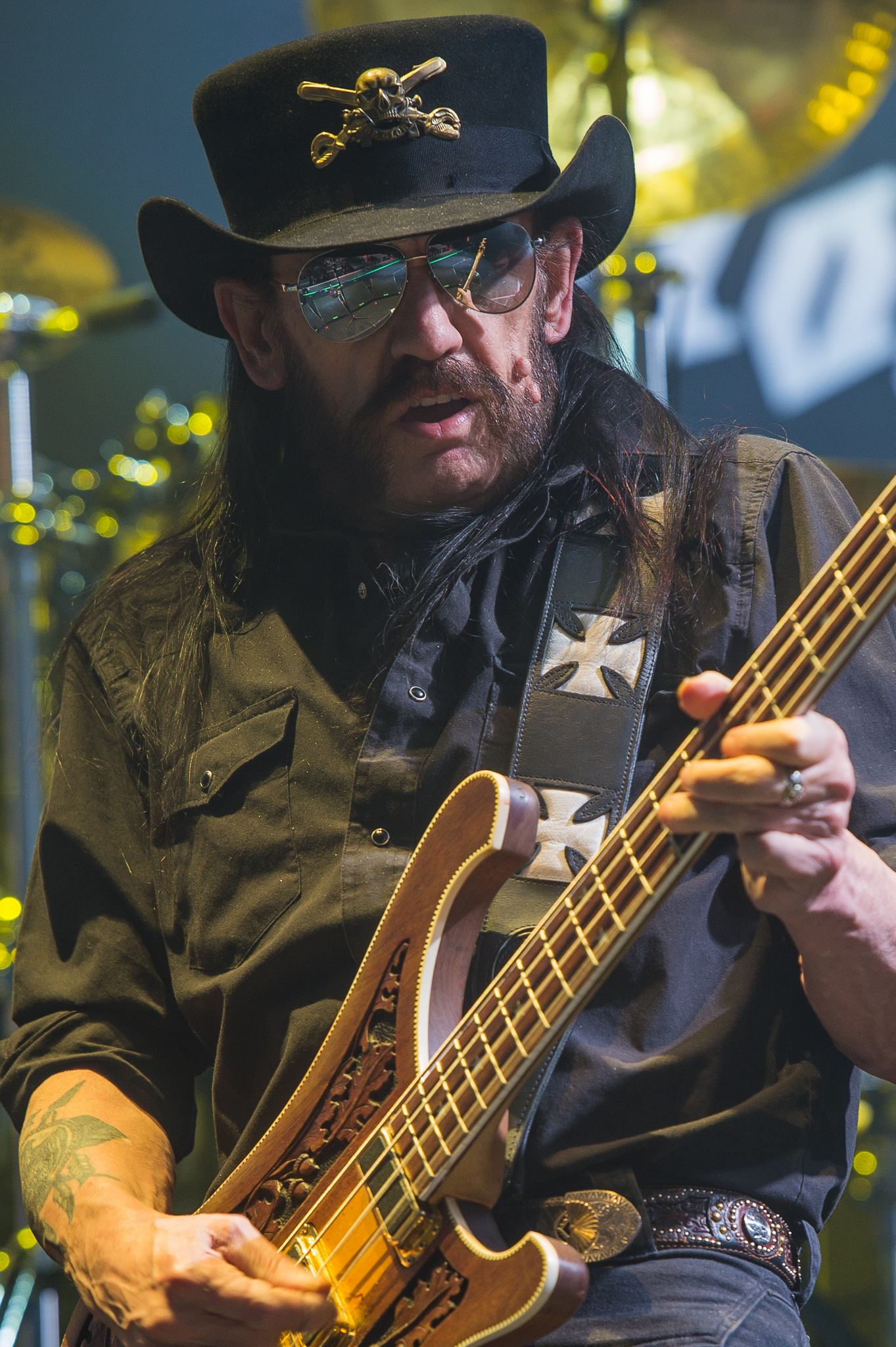
Lemmy durante un concerto del 2015

Il 2015 ha segnato il quarantesimo anniversario del gruppo, che il 28 agosto ha pubblicato il ventiduesimo album in studio, intitolato Bad Magic e preceduto dai singoli Thunder & Lightning ed Electricity.

L'11 novembre è morto all'età di 61 anni il batterista Phil Taylor a causa di un'insufficienza epatica. Un mese dopo, l'11 dicembre, si è concluso a Berlino il tour europeo, con quello che poi sarà considerato anche l'ultimo concerto dei Motörhead. Il 28 dicembre è morto a 70 anni il frontman Lemmy Kilmister a causa di un cancro alla prostata e di un'insufficienza cardiaca congestizia. Poco dopo l'annuncio della morte, il batterista Mikkey Dee ha annunciato lo scioglimento del gruppo, dichiarando che non seguiranno né tour, né eventuali nuovi album:
Il 9 gennaio 2016 è stata tenuta a Los Angeles una cerimonia commemorativa per Lemmy, trasmessa anche su YouTube e seguita da circa 300 000 persone. Alla cerimonia hanno partecipato personaggi della scena hard rock come Gene Simmons, Lars Ulrich, Slash, Dave Grohl, Rob Halford, Ozzy Osbourne, Scott Ian, il wrestler Triple H, oltre al figlio Paul Kilmister e alla fidanzata Cheryl Keulemann. Il 27 maggio è uscito il live Clean Your Clock registrazione dei concerti a Monaco di Baviera del 20 e 21 novembre 2015.
Nel 2017 è stata la volta dell'album di cover Under Cöver, preceduto dalla ripubblicazione del singolo God Save the Queen e la cover di David Bowie Heroes, quest'ultima accompagnata anche da un videoclip, prima nuova canzone postuma dal decesso di Lemmy.
Il 10 gennaio 2018 è morto a 67 anni il chitarrista Eddie Clarke per complicanze dovute a una polmonite. Il 19 settembre dello stesso anno è morto Larry Wallis, il primo chitarrista, all'età di settanta anni.

## Sostenitori

### Motörheadbangers
Nel 1979 in Gran Bretagna, durante il tour di Bomber, il gruppo fa la conoscenza dello scrittore Alan Burridge, il quale stava appena producendo il primo Motörhead Magazine. Nello stesso periodo, grazie a Helen Taylor (sorella del batterista Phil Taylor), nacque Motörheadbangers, il fan club ufficiale. Burridge e Helen cominciarono a lavorare insieme pubblicando il primo numero della fanzine nel gennaio 1980. Dal 1983 Helen Taylor abbandonerà il progetto lasciando il tutto nelle mani di Alan. Il disegnatore Paul Hadwen aveva lavorato con Chris Harris sui primi numeri della fanzine e che aveva fatto la striscia comica contenuta nell'album Another Perfect Day.

### I Motörhead e il wrestling

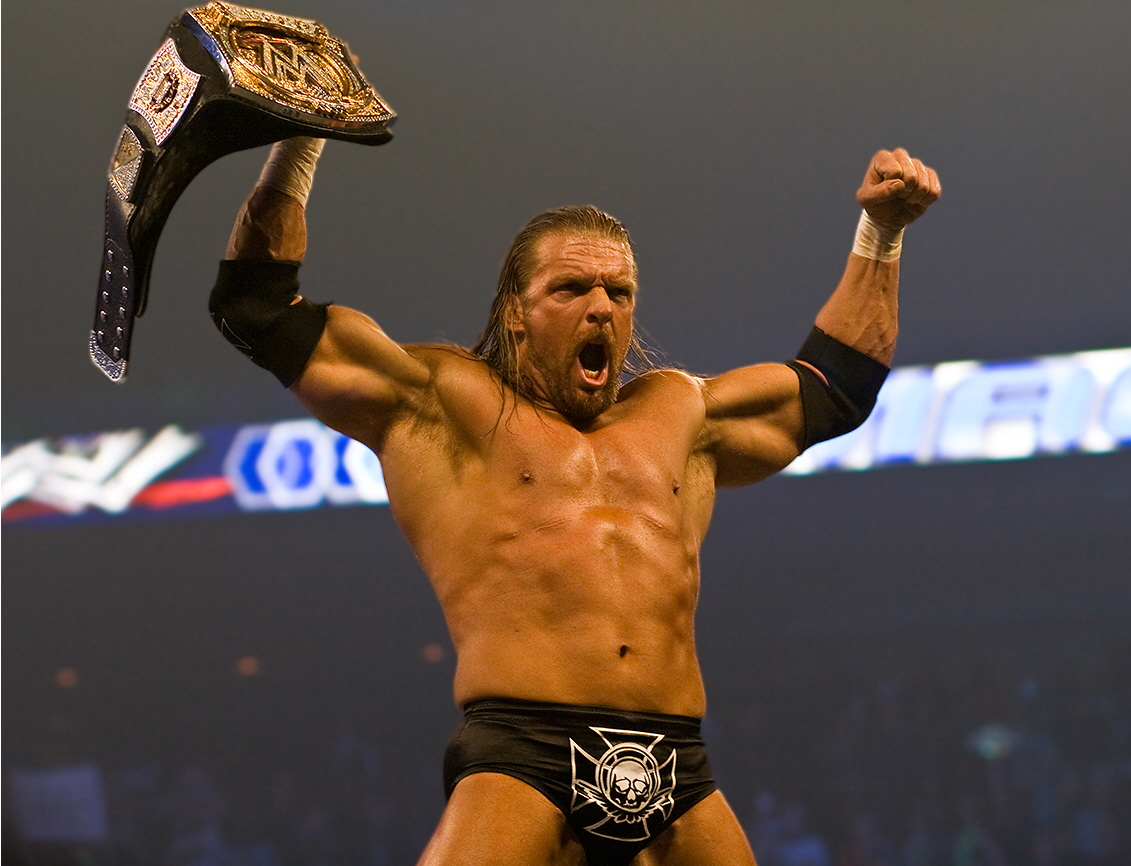
Triple H con il WWE Championship.

I Motörhead, oltre che nell'ambiente musicale, sono molto noti anche fra i fan della World Wrestling Entertainment: hanno inciso la musica d'ingresso del wrestler Triple H, amico di Lemmy. Nel dicembre 2000 il gruppo incise The Game, sigla che ha contribuito a far conoscere ancora di più il gruppo. Oltre ad averla registrata, Kilmister e compagni l'hanno anche eseguita due volte dal vivo, nelle edizioni 17 e 21 del pay-per-view WrestleMania. Questa canzone è stata pubblicata prima nel disco WWF The Music, Vol. 5 e successivamente come traccia bonus nell'album Hammered.
Hanno registrato anche Line in the Sand, musica d'ingresso della stable di Triple H chiamata Evolution, di cui facevano parte, oltre allo stesso Triple H anche Ric Flair, Batista e Randy Orton. Questa canzone è stata pubblicata nell'album WWE ThemeAddict: The Music, Vol. 6. La canzone Rock Out è stata usata come musica di presentazione per il pay-per-view Unforgiven 2008. Hanno registrato King of Kings, musica d'entrata utilizzata da Triple H per un breve periodo, che ha debuttato in occasione di WrestleMania 22, è stata pubblicata nell'album WWE Wreckless Intent nel 2006.

## Immagine

### Snaggletooth

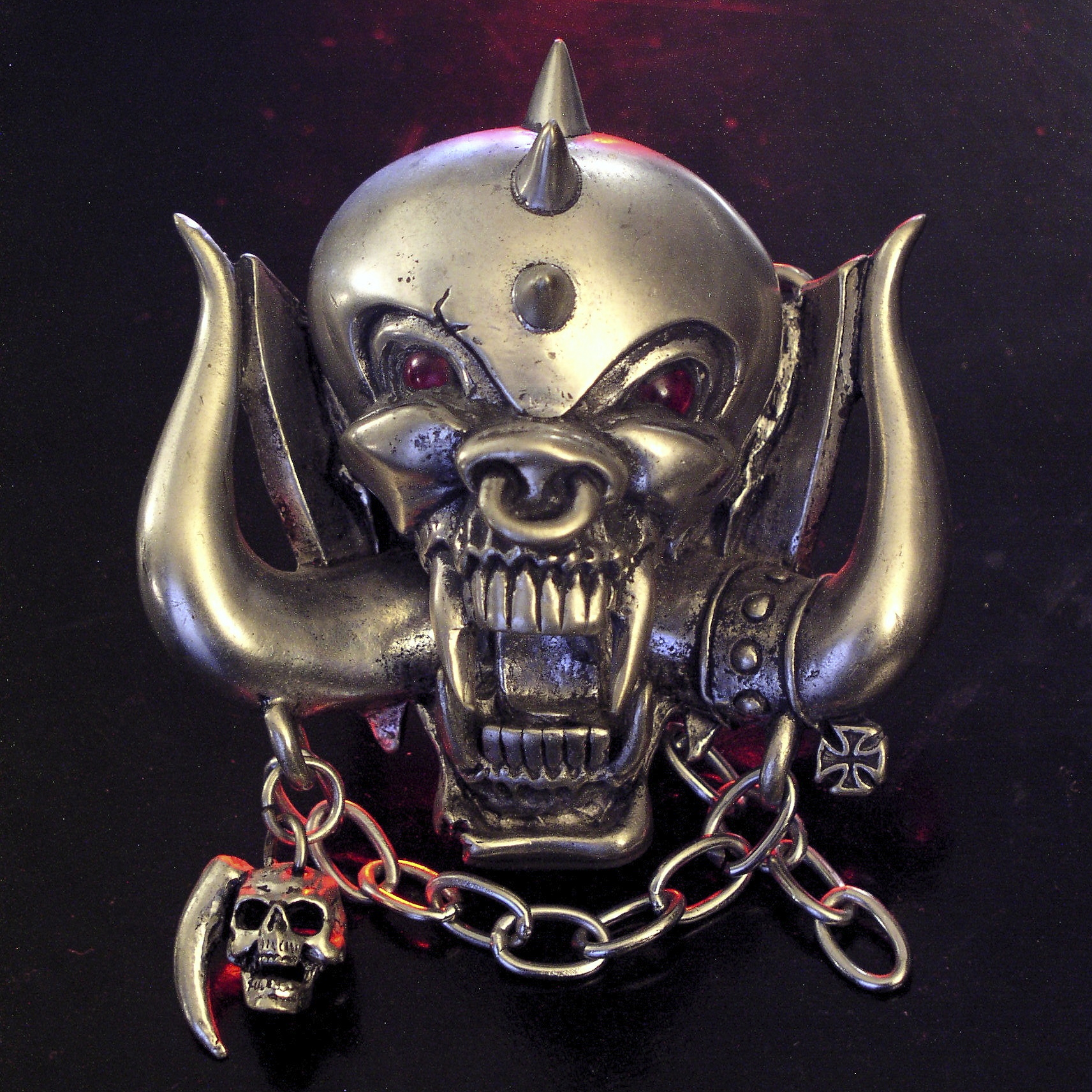
Snaggletooth

Lo Snaggletooth è la mascotte ufficiale dei Motörhead. È stato creato graficamente dall'artista Joe Petagno da un'idea di Lemmy ed è apparso per la prima volta nel 1977 nell'album Motörhead: il dente tagliato dello Snaggletooth rispecchia il dente rotto di Kilmister. Petagno ha creato quest'immagine che è un misto tra un cinghiale, un cane feroce, un gorilla e che come risultato ha dato vita a questa figura che risulta un ibrido cane-gorilla con i denti sporgenti di un cinghiale. Successivamente sono stati aggiunti, sempre su consiglio di Lemmy, l'elmetto e la catena.

## Critiche e controversie

### Le polemiche

La Croce di Ferro

Nel corso della loro carriera i Motörhead, (in modo particolare Lemmy) sono stati a volte accusati di propaganda nazista. Inoltre, la mascotte della band (lo Snaggletooth) è caratterizzata, perlopiù, da una Croce di Ferro; che è, tra l'altro, uno degli oggetti che Lemmy Kilmister portava sempre al collo, ma anche uno dei simboli del wrestler Triple H.
Kilmister, dal canto suo, ha sempre ammesso di avere un'estesa collezione di oggetti della seconda guerra mondiale, in modo particolare opere tedesche del periodo nazista, come il suo pezzo più pregiato, che è un pugnale Damascus della forza aerea tedesca Luftwaffe, valutato da un esperto almeno 10.000 dollari. Ecco come definisce il suo rapporto con il nazismo:
(Lemmy Kilmister)

### Motörhead e W.A.S.P.

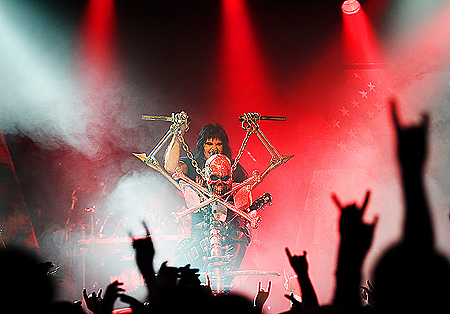
Blackie Lawless, leader degli W.A.S.P.

Nel 1997 i Motörhead condivisero con gli W.A.S.P. una tournée mondiale. I due gruppi si erano accordati prima di iniziare il tour per alternarsi il ruolo di headliner durante le varie tappe. Gli W.A.S.P. però non avevano del tutto accettato questa divisione e iniziarono ad ostacolare i compagni di tour. In un primo momento gli W.A.S.P. cercarono di discutere verbalmente di questo fatto con gli stessi Motörhead, che però non accettarono di lasciare il ruolo di attrazione principale in mano solo al gruppo statunitense. Così, non dandosi per vinti, Blackie Lawless e compagni sabotarono il sistema di amplificazione dei Motörhead, sperando che il gruppo subisse un ritardo organizzativo tale da assicurargli lo spazio musicale dell'intero spettacolo. Fallito anche questo tentativo, il gruppo statunitense continuò ad infastidire i Motörhead spargendo nei loro camerini piume di gallina e altre sorprese, rendendo di fatto la vita in tour del gruppo insopportabile. Il gruppo però sorvolò nuovamente sull'accaduto e proseguì il tour.
Durante il tour, dopo un concerto a Cincinnati, Blackie Lawless attese Lemmy Kilmister giù dal palco, lo aggredì e lo prese a pugni. Blackie Lawless intervistato in merito alla vicenda non ha confermato né smentito, limitandosi ad affermare di essere in buoni rapporti con Kilmister. Il comunicato ufficiale degli W.A.S.P. nascose i fatti accaduti giustificando l'abbandono dei Motörhead per motivi economici.
Secondo questa versione gli incassi del tour, che sarebbero stati da spartire tra W.A.S.P. e Motörhead, non erano così elevati da soddisfare entrambi, e quindi questi ultimi, avendo calcolato circa 40 000 dollari di perdita, decisero di concludere il tour.
Nel settembre del 2012 Blackie Lawless è tornato a parlare della vicenda, in un aneddoto tratto dal suo diario, chiudendola però definitivamente. Lui e Lemmy Kilmister pare che abbiano dunque chiarito e siano tornati ad essere in buoni rapporti; tutto quello che è successo in quell'occasione, sempre a detta di Blackie, è stato un grande malinteso nato per colpa degli organizzatori che hanno detto alcune cose ai Motörhead, ed altre agli W.A.S.P.

## Stile musicale
Appartenenti alla corrente britannica NWOBHM, i Motörhead hanno proposto un heavy metal grezzo e violento che concilia fra loro punk e hard rock citando le melodie del rock 'n' roll. Sono considerati tra i primi gruppi dello speed metal, dell'hardcore punk e del thrash metal, quest'ultimo un sottogenere di cui sono considerati i primissimi esponenti. Il leader Lemmy ha dichiarato che "ogni gruppo metal è un ovvio successore di Buddy Holly e Eddie Cochran" e ha spesso insistito sulla natura rock 'n' roll del gruppo; secondo una sua dichiarazione:

## Formazione
Ultima
- Lemmy Kilmister – voce, basso (1975-2015)
- Phil Campbell – chitarra (1984-2015)
- Mikkey Dee – batteria (1992-2015)

## Discografia

### Album in studio
- 1977 – Motörhead
- 1979 – Overkill
- 1979 – Bomber
- 1980 – Ace of Spades
- 1982 – Iron Fist
- 1983 – Another Perfect Day
- 1986 – Orgasmatron
- 1987 – Rock 'n' Roll
- 1991 – 1916
- 1992 – March ör Die
- 1993 – Bastards
- 1995 – Sacrifice
- 1996 – Overnight Sensation
- 1998 – Snake Bite Love
- 2000 – We Are Motörhead
- 2002 – Hammered
- 2004 – Inferno
- 2006 – Kiss of Death
- 2008 – Motörizer
- 2010 – The Wörld Is Yours
- 2013 – Aftershock
- 2015 – Bad Magic
- 2025 - The Manticore Tapes

## Premi e riconoscimenti
- 2 Metal Hammer Awards
  - Maximum Metal 2013[64]
  - Best International Band 2010[65]
- 1 Metal Hammer Golden God Award
  - The Golden God 2013[66]
- 1 Revolver Golden God Award
  - Paul Gray Best Bassist 2013, a Lemmy Kilmister.[67]
- 1 Classic Rock Award
  - Best Film/DVD of the Year 2011, per il film Lemmy.[68]
- 1 Mojo Hero Award:
  - 2008
- 1 Grammy Award:
  - 2005: Best Metal Performance con la reinterpretazione di Whiplash dei Metallica.[69]
- 2 candidature ai Grammy Award:
  - 1992: Best Metal Performance con l'album 1916.
  - 1999: Best Metal Performance con la reinterpretazione di Enter Sandman dei Metallica.
- Votati "Miglior Peggiore Band del Mondo" nel 1975 dal magazine inglese Sounds.[70]
- Band of the Year 1980, nella classifica gestita dal magazine Sounds.[71]
- Premiati con l'ingresso nella Rock Walk of Fame, il 1º settembre 2003.[72]
- Posizione numero 8 nella classifica speciale Greatest Metal Bands gestita da MTV.[73]
- Posizione numero 26 nella classifica speciale "100 Greatest Artists of Hard Rock", gestita dalla rete televisiva VH1.
- L'album Overkill è stato inserito tra "i 50 album più pesanti e rumorosi di tutti i tempi" nella classifica speciale gestita da Q Magazine e chiamata Q 50 Heaviest Albums of all Time.[74]
- L'album Ace of Spades è stato inserito nella posizione numero 10 della classifica speciale stilata da IGN e riguardante i "25 migliori album metal di sempre".[75]
- L'album Ace of Spades è stato inserito nella posizione numero 37 della classifica speciale stilata dal sito britannico Metal-Rules e riguardante i "100 migliori album heavy metal di tutti i tempi".[76]
- La canzone Ace of Spades è stata inserita nella posizione numero 10 della classifica speciale della rete televisiva VH1 40 Greatest Metal Songs.
- L'album Kiss of Death è stato inserito nella posizione numero 8 della classifica speciale stilata dal magazine canadese Brave Words & Bloody Knuckles e riguardante "I migliori 66 album metal del 2006".[77]
- Sempre Kiss of Death, è stato invece inserito nella posizione 23 di un'altra classifica speciale, stilata dalla rivista britannica Metal Hammer, e riguardante anch'essa i migliori album metal dell'anno appena trascorso.[78]
- Il cantante e bassista Lemmy Kilmister, è stato inserito nella posizione numero 48 della classifica speciale redatta dal giornale specializzato Hit Parader e riguardante i "100 migliori cantanti dell'heavy metal"[79] e nella posizione 8 nella classifica riguardante i "migliori 10 bassisti metal & hard rock" redatta da Gibson[80]
- L'ex chitarrista della band, "Fast" Eddie Clarke, è stato inserito nella posizione 43 della classifica speciale stilata dal giornale di settore Guitar World e riguardante i "100 migliori chitarristi metal".[81]
- Il nome della band è stato inserito alla prima posizione nella classifica speciale condotta dal magazine Spin nel 2012 "The 40 Greatest Band Names of All Time", ossia "i migliori 40 nomi di gruppi di tutti i tempi".[82]

### Enciclopedie
- Ian Christe, Sound of the beast. La storia definitiva dell'heavy metal, Arcana, 2009, ISBN 88-6231-086-2.
- Garry Sharpe-Young, Rob Halford, Metal: The Definitive Guide, Jawbone Press, 2007, ISBN 978-1-906002-01-5.
- Luca Signorelli, Heavy metal: i Classici, Giunti Editore, 2007, ISBN 978-88-09-05383-0.
- Alessandro Bonini, Emanuele Tomagnini, Enciclopedia discografica: dal rock al soul, dal pop alla new wave, dal punk al metal al jazz, Gremese Editore, 2004, ISBN 88-8440-314-6.
- (EN) Daniel Bukszpan, Ronnie James Dio, The Encyclopedia of Heavy Metal, Barnes & Noble Publishing, 2003, ISBN 978-0-7607-4218-1.
- (EN) Peter Buckley, Jonathan Buckley, The Rough Guide to Rock, Rough Guides, 2003, ISBN 1-84353-105-4.
- Vladimir Bogdanov, Chris Woodstra, Stephen Thomas Erlewine, All music guide to rock: the definitive guide to rock, pop, and soul, Arcana, 2002, ISBN 978-0-87930-653-3.
- Federico Guglielmi, Cesare Rizzi, Grande Enciclopedia Rock, Firenze, Giunti editore, 2002, ISBN 88-09-02852-X.
- (EN) David Konow, Bang your head: the rise and fall of heavy metal, Three Rivers Press, 2002,  p. 480, ISBN 978-0-609-80732-3.
- Luca Signorelli, Metallus. Il libro dell'Heavy Metal, Giunti Editore, 2001, ISBN 88-09-02230-0.
- Joel McIver, Metal Estremo, Omnibus Press, 2000, ISBN 88-7333-005-3.
- Cesare Rizzi, Enciclopedia della musica rock. 3. 1980 - 1989, Volume 3, Giunti Editore, 2000, ISBN 978-88-09-01796-2.
- Deena Weinstein, Heavy metal: the music and its culture, Da Capo Press, 2000, ISBN 978-0-306-80970-5.
- Martin C. Strong, The great rock discography, Giunti Editore, 1998, ISBN 88-09-21522-2.
- Cesare Rizzi, Enciclopedia della Musica Rock. 1970-1979, Firenze, Giunti editore, 1996, ISBN 978-88-09-21523-8.
- (EN) Pete Frame, Pete Frame's complete rock family trees, Londra, Omnibus Press, 1993,  p. 59, ISBN 978-0-7119-0465-1.
- (EN) Robert Walser, Running with the Devil: power, gender, and madness in heavy metal music, Wesleyan University Press, 1993, ISBN 978-0-8195-6260-9.
- (EN) Colin Larkin, The Guinness Encyclopedia of Popular Music, Guinness, 1992, ISBN 0-85112-939-0.
- Riccardo Bertoncelli, Enciclopedia rock anni '80, Arcana, 1989, ISBN 88-85859-34-8.

### Testi monografici
- (EN) Alan Burridge, Motörhead: Live to Win, Cleopatra, 2012,  p. 220, ISBN 978-0-9636193-8-9.
- (EN) Joel McIver, Overkill: The Untold Story of Motörhead, 2012,  p. 272.
  -  Joel McIver, La Storia dei Motörhead, traduzione di M. Baroni, Milano, Tsunami Edizioni, 2012,  p. 272, ISBN 978-88-96131-39-8.
- (EN) Jake Brown, Lemmy Kilmister, Motörhead: In the Studio, John Blake, 2010, ISBN 978-1-84454-978-8.
- (EN) Seamus Craic, Motörhead, Artnik Media, 2006, ISBN 978-1-905382-19-4.
- (EN) Joe Petagno, Lemmy Kilmister, Steffan Chirazi, Orgasmatron: The Heavy Metal Art of Joe Petagno, Feral House, 2004, ISBN 978-1-932595-00-0.
- (EN) Harry Shaw, Lemmy: in his own words, Londra, Omnibus Press, 2002, ISBN 978-0-7119-9109-5.
  -  Harry Shaw, Parola di Lemmy, traduzione di M. Baroni, Milano, Tsunami Edizioni, 2008, ISBN 978-88-96131-00-8.
- (EN) Alan Burridge, Mick Stevenson, Illustrated Collector's Guide to Motorhead, Collector's Guide Pub., 1995, ISBN 978-0-9695736-2-3.
- (EN) Alan Burridge, Motörhead, Babylon Books, 1981,  p. 272, ISBN 978-0-86001-935-0.

### Autobiografie
- (EN) Lemmy Kilmister, Janiss Garza, White Line Fever: The Autobiography, Pocket, 2003, ISBN 978-0-671-03331-6.
  -  Lemmy Kilmister, Janiss Garza, La sottile linea bianca, traduzione di R. Vianello, Milano, Baldini Castoldi Dalai, 2004, ISBN 978-88-8490-575-8.

### Libri fotografici
- (EN) Pep Bonet, Motörhead: Röadkill, a, 2013.